# Salamandre (appareil de chauffage)
Pour les articles homonymes, voir Salamandre.

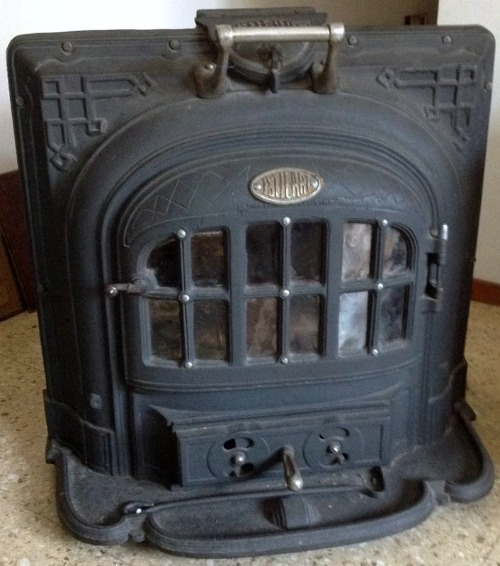
Modèle de poêle « Salamandre » inventé en 1742 par Benjamin Franklin.

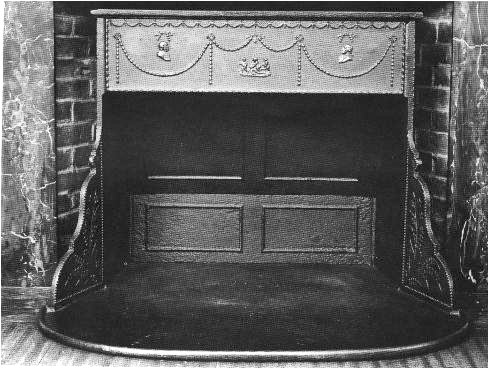
Estufa salamandra, modelo creado por Franklin y datado hacia 1795 en el Museo Metropolitano de Nueva York.

La salamandre est un poêle inventé en 1743 par Benjamin Franklin, considéré comme le premier système de chauffage moderne non intégré dans la construction. Il permet une meilleure régulation de la combustion et un meilleur contrôle de la fumée que la cheminée traditionnelle, ce qui permet également d’économiser du carburant, bien qu’il ait l’inconvénient que la combustion soit effectuée dans la pièce à chauffer et utilise des matériaux polluants (bois de chauffage, essence ou charbon). Son corps, un récipient en forme de boîte en métal fondu, est doté d’une fenêtre en treillis réglable à travers laquelle le combustible est ajouté et qui est soulevé du sol, généralement au moyen de jambes. Un tuyau de cheminée sort de sa partie supérieure pour expulser la fumée.
Franklin n’appelait pas son appareil de chauffage une salamandre, mais un « poêle de Pennsylvanie ». Le nom salamandre vient de Salamandre, une  marque de fabrique déposée en 1889 par la Société Chaboche pour des petits poêles mobiles, commercialisés entre 1883 et 1953.de radiateurs créée par Edmond Chaboche, ingénieur de l'École centrale des arts et manufactures, et industriel. Le nom de cette marque a été généralisé par la suite en tant que désignation pour ce type d’appareil de chauffage.